# 查干
查干（1939年—），男，蒙古族，内蒙古扎鲁特旗人，中国诗人，曾任中国作家协会《民族文学》杂志社编辑部主任、专职编委。